# Alla Nikolaevna Simonenko
Alla Nikolaevna Simonenko (in russo Алла Николаевна Симоненко?; 1935 – 1984) è stata un'astronoma sovietica.
Si è laureata nel 1967 con una tesi sulla frammentazione dei corpi meteorici nell'atmosfera terrestre.

## Biografia
Specializzatasi nel campo dei corpi minori del Sistema solare, in particolare degli asteroidi e della dinamica delle loro orbite, ha studiato la frammentazione dei meteoroidi, la distribuzione dei radianti e gli sciami meteorici che investono la Terra.
Le sono stati dedicato il cratere Simonenko su Venere e l'asteroide 4280 Simonenko.